# Luziânia
Luziânia is een gemeente in de Braziliaanse deelstaat Goiás. De gemeente telt 199.615 inwoners (schatting 2017).
De plaats is de zetel van het rooms-katholieke bisdom Luziânia.

## Aangrenzende gemeenten
De gemeente grenst aan Alexânia, Cidade Ocidental, Cristalina, Ipameri, Novo Gama, Orizona, Santo Antônio do Descoberto, Silvânia en Valparaíso de Goiás.

## Verkeer en vervoer
De plaats ligt aan de radiale snelwegen BR-040 en BR-050 komende vanaf Brasilia. Daarnaast ligt ze aan de wegen GO-010 en GO-425.